# Марк Аллегре
Марк Аллегре́ (фр. Marc Allégret; нар. 23 грудня 1900, Базель, Швейцарія — 3 листопада 1973, Париж, Франція) — французький сценарист і кінорежисер.

## Біографія та кар'єра
Марк Аллегре народився у швейцарському Базелі 23 грудня 1900 року в сім'ї протестантського священика-місіонера Елі́ Аллегре (1865—1940), наставника й учителя відомого французького письменника і лауреата Нобелівської премії з літератури Андре Жіда. Жід був частим гостем в сім'ї Аллегре і вступив в гомосексуальний зв'язок з Марком, коли останньому було 15 років. Після цього Андре підтримував близькі стосунки з Марком упродовж кількох років і дуже хворобливо реагував на зближення Марка з режисером Жаном Кокто. Близькі стосунки Андре Жіда з Марком Аллегре закінчилися після їхньої спільної поїздки по Африці у 1926 році, коли Аллегре виявив, що жінки приваблюють його більше. Проте вони залишалися добрими друзями до самої смерті Жіда у 1951 році.
Марк Аллегре закінчив Школу політичних наук у Парижі, отримавши диплом з юриспруденції, але за фахом працювати не став. Під час поїздки до Африки з Андре Жідом у 1926-му році Марк проводив кінозйомку їхньої подорожі, цій короткометражні документальній стрічці він дав назву «Вояж у Конго» (фр. Voyage au Congo, 1927); того ж року під тією ж назвою вийшов щоденник Андре Жіда, який він вів під час африканської поїздки. Після цього Марк Аллегре повністю присвятив себе кінематографу. Протягом кількох років працював асистентом у Робера Флорея і Огюста Женіна. Деякий час пропрацювавши асистентом, Аллегре почав знімати ігрове кіно. Слідом за ним в кінематограф прийшов і його молодший брат Ів Аллегре, що також став відомим режисером.
У перші роки звукового кіно (початок 1930-х) Марк переважно адаптував для кіно п'єси, що мала успіх на сценах паризьких театрів: «Мамзель Нітуш» (за оперетою Флорімона Ерве, 1931), «Фанні» (за Марселем Паньолем, 1932).
У 1934 поставив фільм «Озеро дами» (та завів романтичні стосунки з виконавицею головної ролі Сімоною Сімон), у 1936 — «Очима Заходу». У співпраці зі сценаристами А. Жансоном і А. Каяттом, композитором Ж. Оріком, оператором К. Матра Аллегре поставив фільми «Буря» (1937) та «Грібуй» (1937). Друга світова війна перервала роботу Аллегре над фільмом «Корсар». Під час окупації Франції Аллегре зняв кілька комедій, серед яких «Фелісі Нантей» (1943) та «Крихітки з набережною квітів» (1944), де дебютував Жерар Філіп. Після війни зняв фільм «Петрюс», у якому знуву знялися разом Сімона Сімон і Фернандель, а потім зняв три стрічки у Великій Британії.
На відміну від брата Іва Аллегре, який знімав гостросоціальні стрічки, а також екранізував відомих письменників, таких як А. Камю або Е. Золя, Марк Аллегре був фахівцем у «легких» жанрах. Свої найкращі фільми режисер зняв у 1930-і роки, у післявоєнний же період у його кар'єрі помітних успіхів не було. Мелодрами, комедії, водевілі Марка мали великий успіх у прокаті, в них знімалися практично усі «зірки» французького кіно 1930-1960-х років. Фернандель починав кар'єру в перших стрічках Аллегре («Найкраща господиня», «Біле і чорне»), в «Зузу» з'явився молодий Жан Габен. Надалі Аллегре працював з Арлетті («Пригода в Парижі»), з Данієль Делорм («Крихітки з набережною квітів»), з Анні Жирардо («Любов — гра») і з Катрін Денев («Софі» в альманасі «Парижанки»).
Повернувшись до Францію з Великої Британії, Аллегре зняв у 1952 році документальний фільм «З Андре Жідом», у 1953 — «Жульєтта», де задіяв ціле сузір'я акторів — Жан Маре, Жанна Моро, Дані Робен. У 1955 поставив в Англії фільм «Коханець леді Чаттерлей», вперше екранізувавши скандальний роман Д. Г. Лоуренса «Коханець леді Чаттерлей». Головну роль у фільмі зіграла Даніель Дар'є. У Європі напередодні сексуальної революції ця стрічка викликала очікуваний інтерес, але її поява в пуританській Америці викликала небувалий скандал і судовий процес.
У 1960-і Марк Аллегре зняв кілька документальних фільмів, а потім — свій останній художній фільм «Бал графа д'Оржель», показ якого відбувся у 1970 році на відкритті 23-го Каннського фестивалю.

## Особисте життя
У 1938 році Марк Аллегре одружився з акторкою Надін Фогель (розлучені).
Помер у Парижі 3 листопада 1973 році у віці 72-х років. Похований на цвинтарі Гонар у Версалі.

## Фільмографія

### Режисер
- 1930 — Найкраща господиня / La meilleure bobonne (к/м)
- 1931 — Біле і чорне / Le blanc et le noir
- 1931 — Мамзель Нітуш / Mam'zelle Nitouche
- 1931 — Нічна атака / Attaque nocturne (к/м)
- 1931 — Я повинен щось вам сказати / J'ai quelque chose a vous dire (к/м)
- 1932 — Маленька шоколадниця / La petite chocolatiere
- 1932 — Фанні / Fanny
- 1934 — Озеро дам / Lac aux dames
- 1934 — Готель вільного обміну / L'hotel du libre echange
- 1934 — Без сім'ї / Sans famille
- 1934 — Зузу / Zouzou
- 1935 — Прекрасні днинки / Les beaux jours
- 1936 — Очима Заходу / Sous les yeux d'occident
- 1936 — Пригода в Парижі / Aventure a Paris
- 1936 — Вередливі коханці / Les amants terribles
- 1937 — Простофіля / Gribouille
- 1937 — Дама Малакі / La dame de Malacca
- 1938 — Буря / Orage
- 1938 — Вхід для артистів / Entree des artistes
- 1939 — Корсар / Le corsaire
- 1941 — Парад семи ночей / Parade en 7 nuits
- 1942 — Арлезіанка / L'arlesienne
- 1942 — Прекрасна пригода / La belle aventure
- 1944 — Крихітки з набережної квітів / Les petites du quai aux fleurs
- 1944 — Люнегард / Lunegarde
- 1945 — Фелісі Нантей / Felicie Nanteuil
- 1946 — Петрюс / Petrus
- 1948 — Бланш Ф'юри / Blanche Fury
- 1950 — Марія Шапделен / Maria Chapdelaine
- 1951 — Шантаж / Blackmailed
- 1952 — З Андре Жідом / Avec Andre Gide
- 1952 — Дівчина і привид / La demoiselle et son revenant
- 1953 — Жульєтта / Julietta
- 1954 — Закоханий Паріс / L'amante di Paride
- 1955 — Майбутні зірки / Futures vedettes
- 1955 — Коханець леді Чаттерлей / L'amant de lady Chatterley
- 1956 — Обриваючи пелюстки ромашки / En effeuillant la marguerite
- 1957 — Кохання — гра / L'amour est en jeu
- 1958 — Будь красивою та помовчуй / Sois belle et tais-toi
- 1958 — Дивна неділя / Un drole de dimanche
- 1959 — Бандити / Les affreux
- 1961 — Демони ночі / Les demons de minuit
- 1962 — Парижанки / Les parisiennes
- 1963 — Мерзотні звичаї / L'abominable homme des douanes
- 1970 — Бал графа д'Оржель / Le bal du comte d'Orgel

### Сценарист
- 1931 — Мамзель Нітуш / Mam'zelle Nitouche (адаптація).
- 1932 — Маленька шоколадниця / La petite chocolatiere
- 1934 — Озеро дам / Lac aux dames
- 1934 — Готель вільного обміну / L'hotel du libre echange
- 1939 — Корсар / Le corsaire (адаптація)
- 1941 — Парад семи ночей / Parade en 7 nuits
- 1946 — Петрюс / Petrus
- 1950 — Марія Шапделен / Maria Chapdelaine
- 1952 — З Андре Жідом / Avec Andre Gide
- 1954 — Закоханий Паріс / L'amante di Paride
- 1955 — Майбутні зірки / Futures vedettes
- 1955 — Коханець леді Чаттерлей / L'amant de lady Chatterley
- 1956 — Обриваючи пелюстки ромашки / En effeuillant la marguerite
- 1958 — Будь красивою та помовчуй / Sois belle et tais-toi
- 1959 — Бандити / Les affreux (в титрах не зазначений)
- 1962 — Парижанки / Les parisiennes
- 1970 — Бал графа д'Оржель / Le bal du comte d'Orgel

## Визнання
| Нагороди та номінації Марка Аллегре    | Нагороди та номінації Марка Аллегре          | Нагороди та номінації Марка Аллегре | Нагороди та номінації Марка Аллегре |
| Рік                                    | Категорія                                    | Фільм                               | Результат                           |
| -------------------------------------- | -------------------------------------------- | ----------------------------------- | ----------------------------------- |
| Венеційський міжнародний кінофестиваль |                                              |                                     |                                     |
| 1938                                   | Кубок Муссоліні за найкращий іноземний фільм | Вхід для артистів                   | Номінація                           |
| 1951                                   | Золотий лев                                  | З Андре Жідом                       | Номінація                           |